# Élection présidentielle azerbaïdjanaise de 2024
L'élection présidentielle azerbaïdjanaise de 2024 a lieu le 7 février 2024 afin d'élire le président de la république d'Azerbaïdjan pour un mandat de sept ans. Le scrutin était initialement prévu pour 2025.
Candidat à sa réélection à la tête d'un régime autoritaire, sans réel opposant, le président en exercice Ilham Aliyev, du Parti du nouvel Azerbaïdjan (YAP), est largement réélu dès le premier tour avec plus de 92 % des voix.

## Contexte

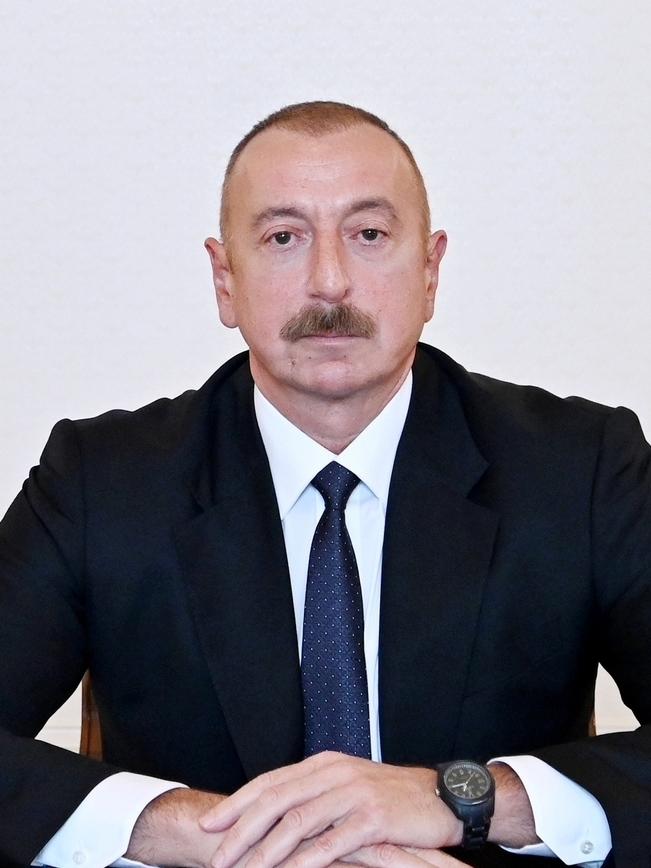
Ilham Aliyev

Le président sortant Ilham Aliyev est au pouvoir depuis 2003, année à laquelle il prend la succession de son père, Heydar Aliyev. Élu cette même année puis réélu en 2008, 2013 et 2018, Aliyev est à la tête d'un régime autoritaire,,, parfois qualifié de dictatorial,,.
Sa dernière élection en avril 2018 intervient après une révision constitutionnelle approuvée par référendum en 2016, qui étend le mandat du chef de l'État de cinq à sept ans, ce dernier étant déjà renouvelable sans limite du nombre de mandats. Grand favori du scrutin dans le contexte d'un boycott du scrutin par l'opposition, Aliyev l'emporte sans surprise dès le premier tour avec 86 % des suffrages exprimés. L'Organisation pour la sécurité et la coopération en Europe (OSCE) reconnait au scrutin d'avoir été organisé dans le calme et sans que les observateurs internationaux ne soient empêché de se déployer librement dans le pays, mais qualifie néanmoins l'élection de non démocratique et les procédures légales entachées de très sérieuses irrégularités, y compris des cas de bourrages d'urnes.
Bénéficiant du soutien du voisin turc, Ilham Aliyev déclenche en 2020 une guerre de 44 jours contre l'Arménie qui se solde par une large victoire de l'Azerbaïdjan, qui récupère ainsi partiellement le Haut-Karabagh, objet d'un sentiment de revanche depuis sa perte lors de la précédente guerre achevée en 1994. Un second conflit en 2023 voit l'Azerbaidjan recouvrer l'intégralité du territoire. Fort de sa victoire qui lui vaut un taux de popularité de 75 %, Aliyev annonce en décembre la tenue anticipée de l'élection présidentielle, initialement prévue pour avril 2025.
L'embellie intérieure dont bénéficie le président azeri se conjugue à une situation favorable à l'international. L'invasion de l'Ukraine par la Russie en février 2022 amène en effet l'Union européenne (UE) à imposer de lourdes sanctions commerciales envers la Russie, qui en était jusqu'alors le principal fournisseur de gaz naturel. La fin des importations de gaz russe s'opère au bénéfice de l'Azerbaidjan, qui conclut plusieurs importants contrats pour vendre son propre gaz issu de l'exploitation du bassin de la Mer caspienne. Cette situation nouvelle de dépendance de l'Europe envers un pays ouvertement qualifié de dictature est critiquée, car elle aurait amenée l'UE à se montrer conciliante envers le traitement de la population arménienne au Haut-Karabakh, comparée à un nettoyage ethnique, ainsi qu'envers la situation démocratique du pays. Aliyev chercherait ainsi à obtenir un nouveau mandat de sept ans dans un contexte favorable à l'international, avant qu'une éventuelle fin de la guerre en Ukraine ne le modifie,,,.
Les deux principaux partis d'opposition, le Müsavat et le Front populaire d'Azerbaïdjan, décident de ne pas présenter de candidats et d'appeler au boycott du scrutin en raison de son caractère non démocratique,. Le président sortant n'a ainsi pour adversaires que des personnalités l'ayant soutenu par le passé, afin de donner l'illusion du multipartisme. Certain d'entre eux vont même jusqu'à faire ses éloges au cours de la campagne, en soulignant qu'il a « tenu toutes ses promesses ».

## Système électoral
Le président azerbaïdjanais est élu au scrutin uninominal majoritaire à deux tours pour un mandat de sept ans sans limitation du nombre de mandats. Est élu le candidat qui remporte au premier tour la majorité absolue des suffrages exprimés. À défaut, un second tour est convoqué le deuxième dimanche suivant afin de départager les deux candidats arrivés en tête au premier. Est alors élu le candidat qui réunit le plus de voix au second tour.
Pour être éligible, un candidat doit avoir vécu sur le territoire de la République plus de 10 ans avant le jour du scrutin, avoir le droit de vote, ne jamais avoir été condamné, n'avoir aucune responsabilité dans un autre État, avoir un diplôme universitaire, et ne pas avoir la double nationalité.

## Résultats
| Candidats                | Candidats                | Partis                   | Premier tour | Premier tour |
| Candidats                | Candidats                | Partis                   | Voix         | %            |
| ------------------------ | ------------------------ | ------------------------ | ------------ | ------------ |
|                          | Ilham Aliyev             | YAP                      | 4 567 458    | 92,12        |
|                          | Zahid Oruj               | Ind.                     | 107 632      | 2,17         |
|                          | Fazil Moustafa           | BQP                      | 98 421       | 1,99         |
|                          | Gudrat Hasangouliyev     | BAXCP                    | 85 411       | 1,72         |
|                          | Razi Nurullayev          | MCP                      | 39 643       | 0,80         |
|                          | Elşad Musayev            | BAP                      | 32 885       | 0,66         |
|                          | Fuad Aliyev              | ALDP                     | 26 517       | 0,54         |
|                          |                          |                          |              |              |
| Votes valides            | Votes valides            | Votes valides            | 4 957 967    | 99,80        |
| Votes blancs et nuls     | Votes blancs et nuls     | Votes blancs et nuls     | 9 828        | 1,20         |
| Total                    | Total                    | Total                    | 4 967 795    | 100          |
| Abstention               | Abstention               | Abstention               | 1 511 045    | 23,32        |
| Inscrits / participation | Inscrits / participation | Inscrits / participation | 6 478 840    | 76,68        |

## Conséquences
Réunissant 92 % des voix au premier tour d'un scrutin sous-contrôle et sans surprise, Ilham Aliyev est déclaré vainqueur au lendemain du scrutin par la Commission électorale centrale (CEC),,.
Le président sortant avait symboliquement voté la veille dans un bureau de vote de Khankendi, connu comme capitale du Haut-Karabagh sous le nom arménien de Stepanakert, afin de mettre en avant la « nouvelle ère » ouverte par la reconquète du territoire séparatiste après trois décennies de conflit armé,. L'annonce de sa victoire est aussitôt suivie de manifestations de soutiens dans les principales villes du pays dont Gandja et la capitale Bakou, tandis que le Müsavat appelle sans succès à l'annulation d'une élection qualifiée de non-démocratique